# 纖巨口魚
纖巨口魚（学名：Leptostomias gracilis）为輻鰭魚綱巨口鱼目巨口鱼科的其中一種。分布於東大西洋熱帶及亞熱帶海域，為深海魚類，體長可達38公分。其种加词来源于拉丁文“gracilis”，意为“细长的”。